# Real Girl (canción de Mutya Buena)
«Real Girl» es el sencillo debut en solitario de Mutya Buena, después de dejar el grupo Sugababes.

## El sencillo
El sencillo fue publicado el 14 de mayo de 2007 en el Reino Unido e Irlanda, y el 15 de mayo en todo el mundo. El sencillo pertenece a su disco debut, "Real Girl".
El sencillo fue escrito por Lenny Kravitz, que incluye la música de su tema "It Ain't Over 'Til It's Over", Niara Scarlett, Matt Ward y Dean Gillard, y fue producido por el dúo inglés Full Phart.
El sencillo circuló ilegalmente en Internet hace ya más de dos meses, perjudicando sus ventas, aunque no del todo, puesto que consiguió llegar al #2 en el Reino Unido, y al #25 en Irlanda. En el resto del mundo, el sencillo fue todo un éxito, el primero que cosecha Mutya después de su paso por Sugababes.
En total se ha vendido más de 2 millones de sencillos.[cita requerida]

## Lista de canciones
CD1
1. «Real Girl» (3:29)
2. «Naive» (Live Acoustic) (3:07)

CD2
1. «Real Girl» (Original Mix) (3:29)
2. «Real Girl» (Moto Blanco Remix) (3:38)
3. «Real Girl» (Primary 1s Real Girls In Another World Edition) (3:35)
4. «Real Girl» (Duncan Powell Remix) (5:58)
5. «Real Girl» (Video) (3:29)

CD 3
1. «Real Girl» (3:29)
2. «Real Girl» (Moto Blanco Remix) (7:46)
3. «Real Girl» (Moto Blanco Dub) (9:40)
4. «Real Girl» (Moto Blanco Radio Edit) (3:38)
5. «Real Girl» (Moto Blanco Remix) (video) (3:38)
6. «Real Girl» (Radio Edit Video) (3:29)

- Datos: Q2544782